# Grim Dawn
Grim Dawn ist ein Action-Rollenspiel des US-amerikanischen Entwicklers Crate Entertainment, das in einer Fantasywelt mit Anleihen an das Viktorianische Zeitalter spielt. Es wurde weltweit am 25. Februar 2016 für Windows veröffentlicht. Das Entwicklerstudio wurde von ehemaligen Mitarbeitern von Iron Lore Entertainment gegründet, das zuvor Titan Quest produziert hatte. Daraus ergeben sich viele Ähnlichkeiten zwischen Titan Quest und Grim Dawn, weshalb Grim Dawn als „geistiger Nachfolger“ von Titan Quest gilt.
Am 3. Dezember 2021 erschien die Definitive Edition (Hauptspiel mit allen Erweiterungen) für die Xbox One bzw. (per Abwärtskompatibilität) Xbox Series.

## Spielwelt
Die Handlung spielt im Wesentlichen in der fiktiven Welt Cairn entlang der Küste eines Binnenmeers oder großen Sees und führt den Spieler, ausgehend von der Südspitze des Gewässers, die Ost- und Westküste entlang nach Norden. Einige Zeit vor Beginn des Spiels bestand in dieser Region ein mächtiges Reich, das Erulanische Imperium. Magische Experimente führten jedoch zum Eindringen zweier Arten von außerweltlichen Lebewesen – genannt Ätherische und Cthonier – und infolgedessen zum Zusammenbruch der menschlichen Zivilisation und beinahe zur Ausrottung der Menschheit. Es existieren nur noch kleinere menschliche Enklaven, Eisen ist nun wertvoller als Gold.
Dieses apokalyptische Ereignis ist in der Spielwelt als die namensgebende Grim Dawn (düstere Dämmerung) bekannt. Von den Ätherischen werden Menschen als Gefäße und als Basis für Kampfmutanten genutzt, von den Cthoniern und den mit ihnen verbündeten menschlichen Kultisten als Quelle von Blut für Rituale. Ätherische und Cthonier liegen dabei auch im Krieg miteinander.

## Handlung
Die Story und nicht kampfbezogene Charaktereigenschaften nehmen nur eine Nebenrolle ein. Im Intro sieht man, wie ein von einem Ätherischen besessener Mensch gehängt werden soll, um die durch ihn bestehende Gefahr zu eliminieren. Kurz vor seinem Tod flieht der Ätherische jedoch aus dem Körper, und die Hinrichtung wird abgebrochen. Der Mensch bleibt mit außergewöhnlichen Kräften und nunmehr wieder freiem Willen zurück, und der Spieler übernimmt die Kontrolle über ihn. Zuerst geht es darum, das nahe Gefängnis zu sichern, in dem sich eine Gruppe von Überlebenden verschanzt hat. Anschließend reist man die Westküste entlang nach Norden und kommt dabei mit der Schwarzen Legion in Kontakt, die gegen die Ätherischen und Cthonier kämpft. Letztere haben vor, mit Hilfe eines riesigen Blutrituals das Monster Loghorrean zu erwecken, das weit im Norden unter einer Nekropole eingesperrt ist. Dies gelingt ihnen auch, sodass der Spieler Loghorrean besiegen muss.

## Spielprinzip
Wie für das Genre üblich, nimmt das Kämpfen einen wesentlichen Teil des Spiels ein, direkt kontrollieren kann man dabei nur den eigenen Charakter. Durch das Töten von Gegnern und das Erfüllen von Aufgaben können Erfahrungspunkte gesammelt werden, die in größer werdenden Abständen zum Stufenaufstieg führen. Mit jedem Stufenaufstieg werden zwei Sorten von Punkten gesammelt, die zum einen ins Steigern von drei verschiedenen Attributen und zum anderen in Kampf- und Magiefähigkeiten investiert werden können. Diese Fähigkeiten sind dabei in sechs (mit Addon: acht) verschiedene Meisterschaften untergliedert – beispielsweise Soldat oder Arkanist –, von denen der Spieler zwei wählen kann, woraus sich 15 (mit Addon: 28) verschiedene Kombinationen ergeben; die Meisterschaften Soldat und Arkanist ergeben zusammen zum Beispiel die Klasse Kampfmagier. Durch das Reinigen und Reparieren von in der Welt verteilten Schreinen können außerdem Hingabe-Punkte erworben werden, mit denen sich verschiedene Sternbilder freischalten lassen, die den Charakter ebenfalls verbessern. Außerdem werden im Spielverlauf Rüstungen, Waffen und andere Gegenstände gesammelt und hergestellt, die den Charakter verstärken.
Der Spieler kann bei befreundeten Fraktionen Rufpunkte sammeln, wodurch neue Quests freigeschaltet werden und Händler bessere Gegenstände zum Kauf anbieten. Das Sammeln von (Negativ-)Rufpunkten bei feindlichen Fraktionen (z. B. Ätherische, Untote) führt dazu, dass mehr und stärkere Gegner dieser Fraktionen auftauchen.

## Downloadable Content
Es wurden mehrere, teils kostenpflichtige, DLCs veröffentlicht:
- Crucible: 3. August 2016. Kostenpflichtig. Neuer Arena-Spielmodus.
- Loyalist Items Pack: 22. Dezember 2016. Kostenpflichtig. Für Unterstützer des Entwicklers, Kosmetik-Items ohne spielerischen Nutzen.
- Port Valbury: 20. Dezember 2016. Kostenlos. Fügt ein neues Gebiet mit starken Monstern ein.
- Loyalist Items Pack 2: 20. Juni 2019. Kostenpflichtig. Für Unterstützer des Entwicklers, Kosmetik-Items ohne spielerischen Nutzen.
- Loyalist Items Pack 3: 27. Februar 2024. Kostenpflichtig. Für Unterstützer des Entwicklers, Kosmetik-Items ohne spielerischen Nutzen.

## ErweiterungAshes of Malmouth
Am 11. Oktober 2017 erschien mit Ashes of Malmouth ein Addon zum Spiel. Es schließt unmittelbar an die Handlung des Grundspiels an und führt den Spieler die Ostküste der Spielwelt entlang nach Norden bis zur von den Ätherischen überrannten Stadt Malmouth. Gameplay-Veränderungen beinhalten ein Anheben der Maximalstufe von 85 auf 100, der maximalen Hingabe-Punkte von 50 auf 55 und zwei zusätzliche Meisterschaften.

### Handlung
Während die Schwarze Legion sich mit Hilfe des Spielers der Bedrohung durch die Cthonier im Westen gewidmet hat, waren die Ätherischen an der Ostküste damit beschäftigt, in der Stadt Malmouth aus Menschen Mutanten zu züchten, die sie für sich kämpfen lassen. Der Spieler sucht daher einen Weg nach Malmouth, um die Ätherischen von dort zu vertreiben und deren gewaltige Fabrik zu zerstören.

## ErweiterungForgotten Gods
Am 27. März 2019 erschien mit Forgotten Gods das zweite Addon zum Spiel. Es beinhaltet unter anderem ein neues Gebiet, einen neuen Spielmodus sowie eine neue Meisterschaft, wodurch sich die Zahl der möglichen Klassenkombinationen auf 36 erhöhte.

## ErweiterungFangs of Asterkarn
Im Jahr 2023 wurde eine dritte Erweiterung mit dem Titel Fangs of Asterkarn angekündigt. Eine Veröffentlichung ist im Laufe des Jahres 2024 geplant.

## Rezeption
Das Spiel erhielt überwiegend positive Bewertungen. Metacritic ermittelte für das Hauptspiel eine Bewertung von 83 Punkten, basierend auf 29 Kritiken.
Bis Ende Mai 2017 wurde es über eine Million Mal verkauft.